# Chiesa di San Matteo (Livorno)

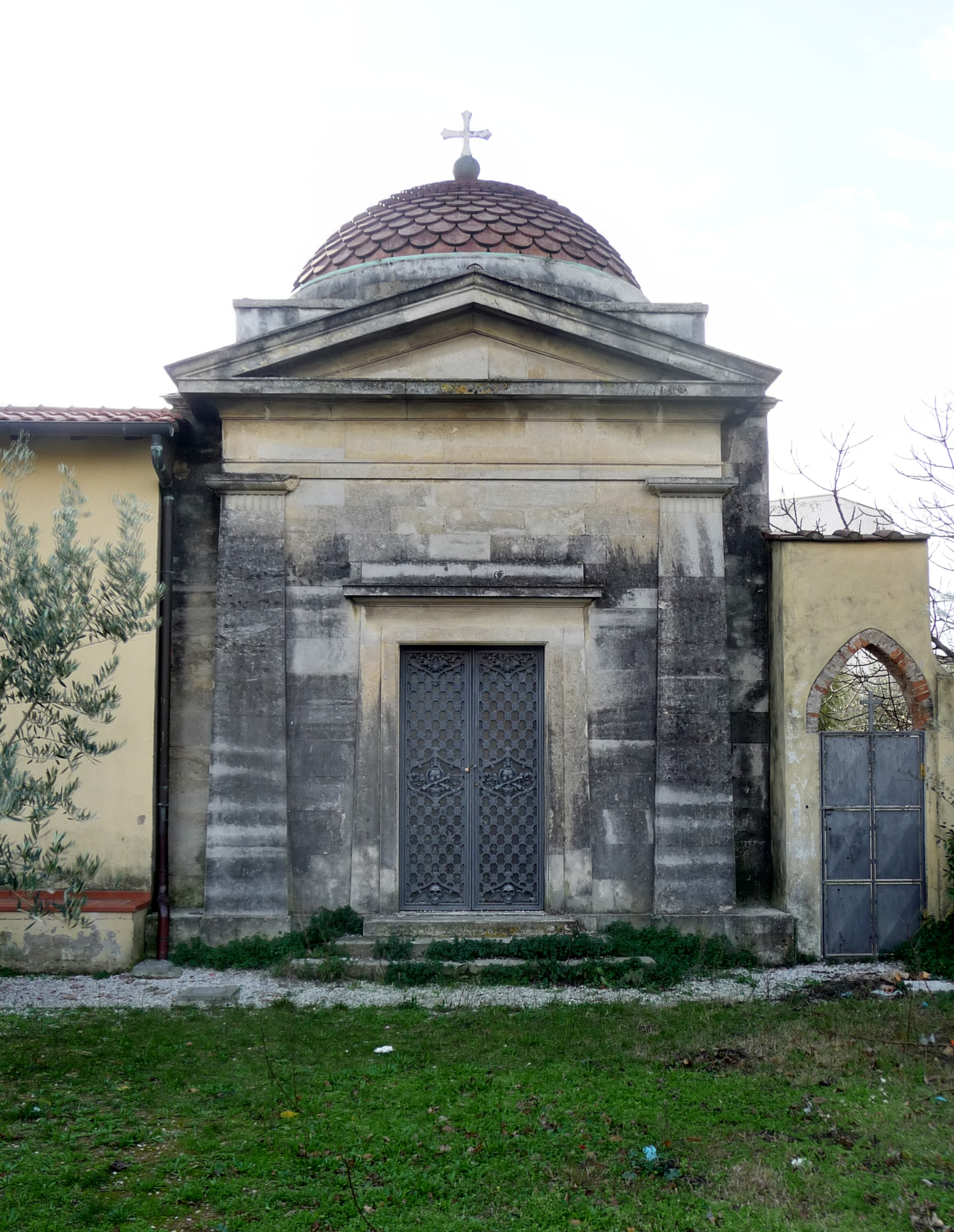
Cappella de Larderel

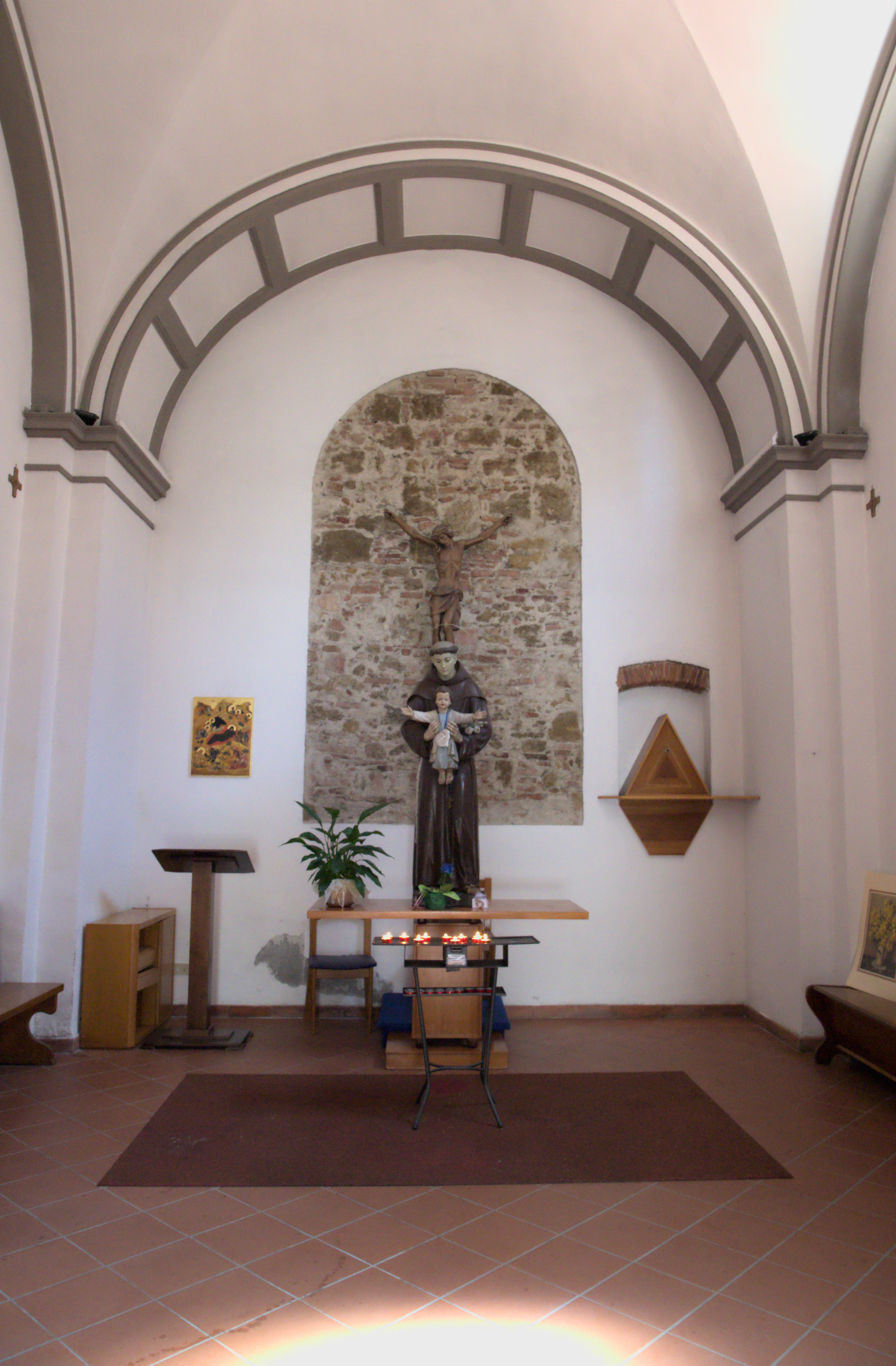
Oratorio di Sant'Antonino

La chiesa di San Matteo e Santa Lucia è una chiesa di Livorno, posta lungo la via Provinciale Pisana, vicino alla Barriera Garibaldi. Sul retro dell'edificio si trova la cappella de Larderel; di fronte alla chiesa, sull'altro lato della pubblica via, insiste il cosiddetto oratorio di Sant'Antonino.

## Storia
Sul finire del XVIII secolo le autorità decretarono la costruzione di una chiesa per i piccoli sobborghi rurali situati nei pressi della città; i lavori furono conclusi nel 1783, ma solo nel 1858 fu edificata la torre campanaria in sostituzione di un precedente campanile a vela
Nell'Ottocento, con la costruzione della Barriera Fiorentina, le aree intorno a San Matteo furono oggetto di un crescente sviluppo urbanistico e la chiesa, restaurata nel 1883, divenne l'epicentro di una parrocchia assai vasta, tanto da essere ritenuta troppo piccola per il numero dei fedeli: infatti, all'inizio del XX secolo la parrocchia contava circa 6 000 abitanti, il cui numero si accrebbe ulteriormente nei decenni successivi.
Per questo motivo, nei successivi anni sessanta e settanta, la chiesa fu in gran parte distrutta per essere ricostruita in forme più ampie, perdendo però quasi ogni traccia dell'antico edificio, del quale sussistono ancora la canonica, il campanile e un affresco assai rimaneggiato attribuito a Giuseppe Maria Terreni. La nuova consacrazione avvenne il 29 maggio 1976 alla presenza vescovo monsignor Alberto Ablondi.
Allo stesso tempo il suo vasto territorio fu ridotto con l'istituzione di altre parrocchie nei quartieri limitrofi.

## Descrizione
La ricostruzione, conclusasi negli anni settanta, ha cancellato gran parte della struttura originaria.
La chiesa attuale sorge in posizione molto più avanzata rispetto a quella storica, venendo così a cancellare la piazza che un tempo si apriva lungo la via pubblica.
Esternamente solo il campanile ottocentesco, restaurato nel 1992, testimonia il passato dell'edificio, che oggi si presenta come un vasto volume in calcestruzzo armato, suddiviso internamente in tre navate.
La chiesa più antica era invece preceduta da una semplice facciata a capanna e l'interno era costituito da un'aula a pianta rettangolare, con tre altari.
Di fianco sorgeva il cimitero, il quale era stato chiuso negli ultimi decenni dell'Ottocento e del quale oggi rimane solo la cappella della famiglia de Larderel, già proprietaria di un imponente palazzo nei pressi del Cisternone e la cui fama era legata alle industrie boracifere di Larderello. Qui trovarono sepoltura, ad esempio, Francesco e Federigo de Larderel.
La cappella, con dipinti di Cesare Maffei, risale al 1858 e fu progettata da Ferdinando Magagnini, già autore del suddetto palazzo; si presenta come un edificio di gusto neoclassico, coperto da una piccola cupola.
Di fronte alla chiesa di San Matteo è ancora presente inoltre l'oratorio dedicato a Sant'Antonio di Padova, ma noto come oratorio Sant'Antonino.
Fu innalzato nel 1836, dopo che fu distrutto quello che esisteva probabilmente sin dal 1609 nei pressi dell'attuale Barriera Fiorentina.
L'oratorio ottocentesco, successivamente adattato ad uso di magazzino, è stato restaurato nel 1998 e riconsacrato al culto come cappella.